# 509th Composite Group

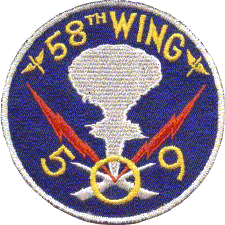

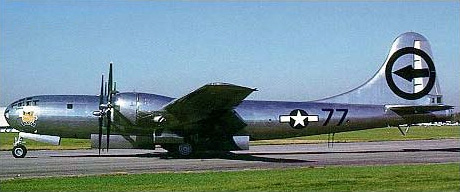
Nr. 77 „Bocks Car“

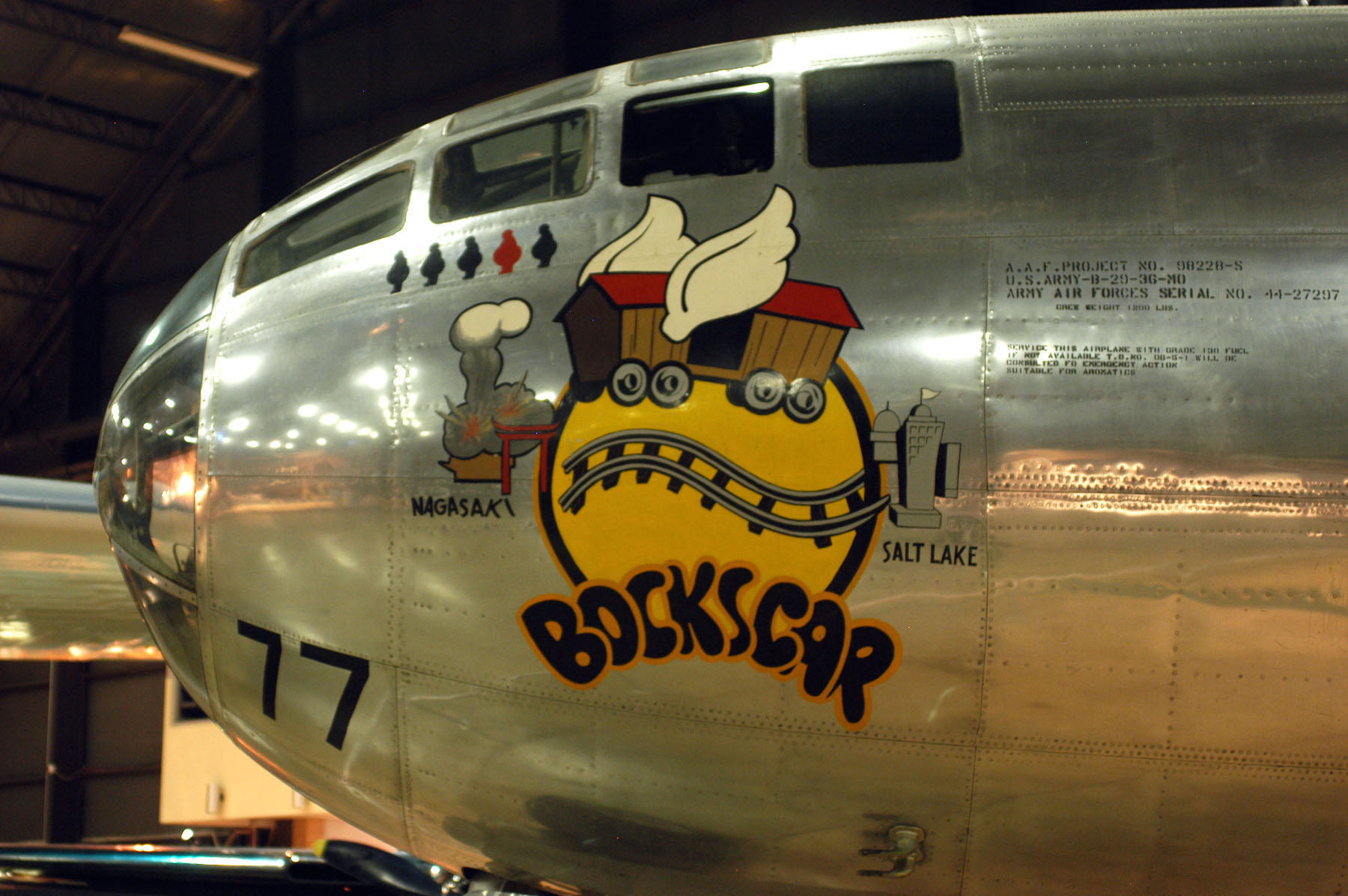
Nr. 77 mit den Markierungen für vier Pumpkin-Einsätze und in Rot der Angriff auf Nagasaki

Die 509th Composite Group (509 CG) war eine Einheit der Twentieth Air Force der United States Army Air Forces, die während des Zweiten Weltkrieges speziell zum Abwurf der Atombomben geschaffen wurde.
Die Gruppe wurde am 17. Dezember 1944 auf dem Wendover Army Air Field, Utah gebildet. Kommandeur war Lieutenant Colonel Paul W. Tibbets. Die Gruppe war autark und unterlag strengster Geheimhaltung. Neben den B-29-Bombern gehörte zur 509. auch die 320. Troop Carrier Squadron mit Transportflugzeugen der Typen C-47 Skytrain und C-54. Die Gruppe hatte eine eigene Militärpolizei und die Besatzungen und Techniker wurden streng getrennt von den anderen Einheiten auf der Insel Tinian untergebracht. Die Personalstärke belief sich auf 225 Offiziere und 1542 Mannschaften sowie etwa 50 Zivilisten des Manhattan-Projektes. Die zum Abwurf der Atomwaffen vorgesehenen B-29 waren sogenannte Silverplate-Umbauten. 18 Flugzeuge wurden umgerüstet, 15 davon mit ihren Stammbesatzungen nach Tinian entsandt (siehe Tabelle), vier wurden bei Unfällen beschädigt, keine ging verloren.

## Project Alberta

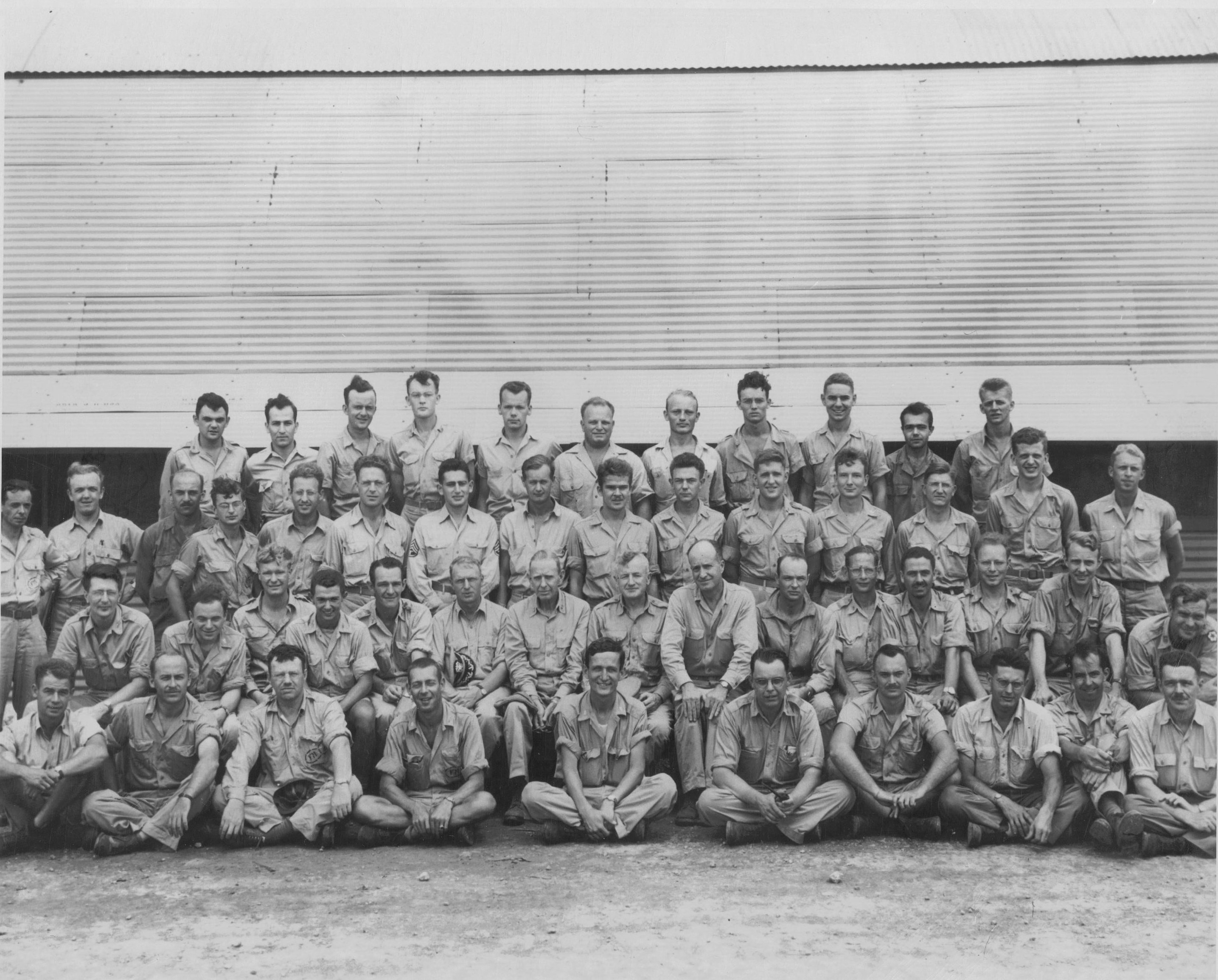
Mitarbeiter des Projekts Alberta auf Tinian

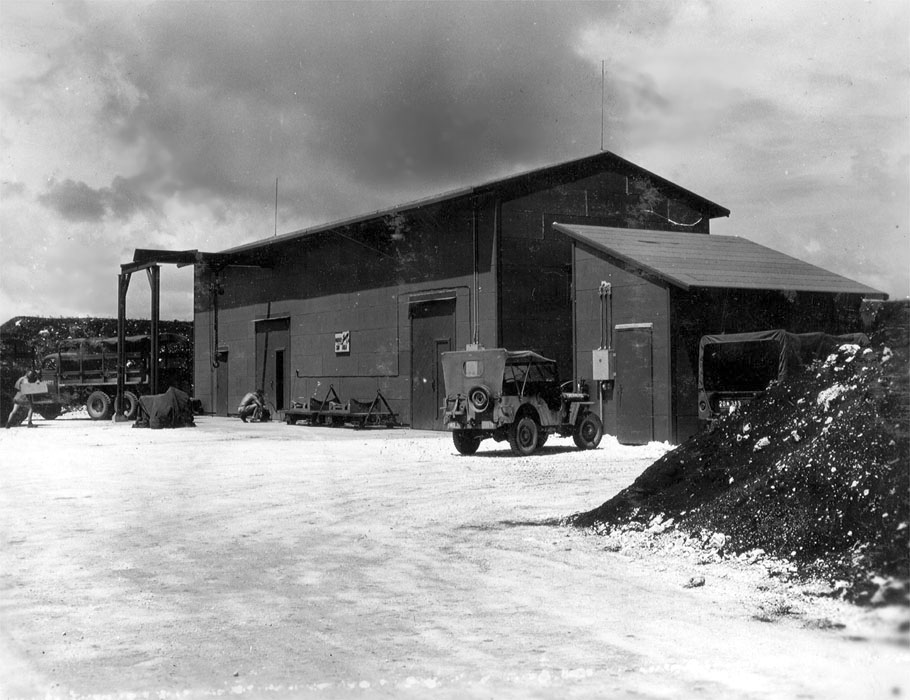
Montagegebäude für die Atombomben

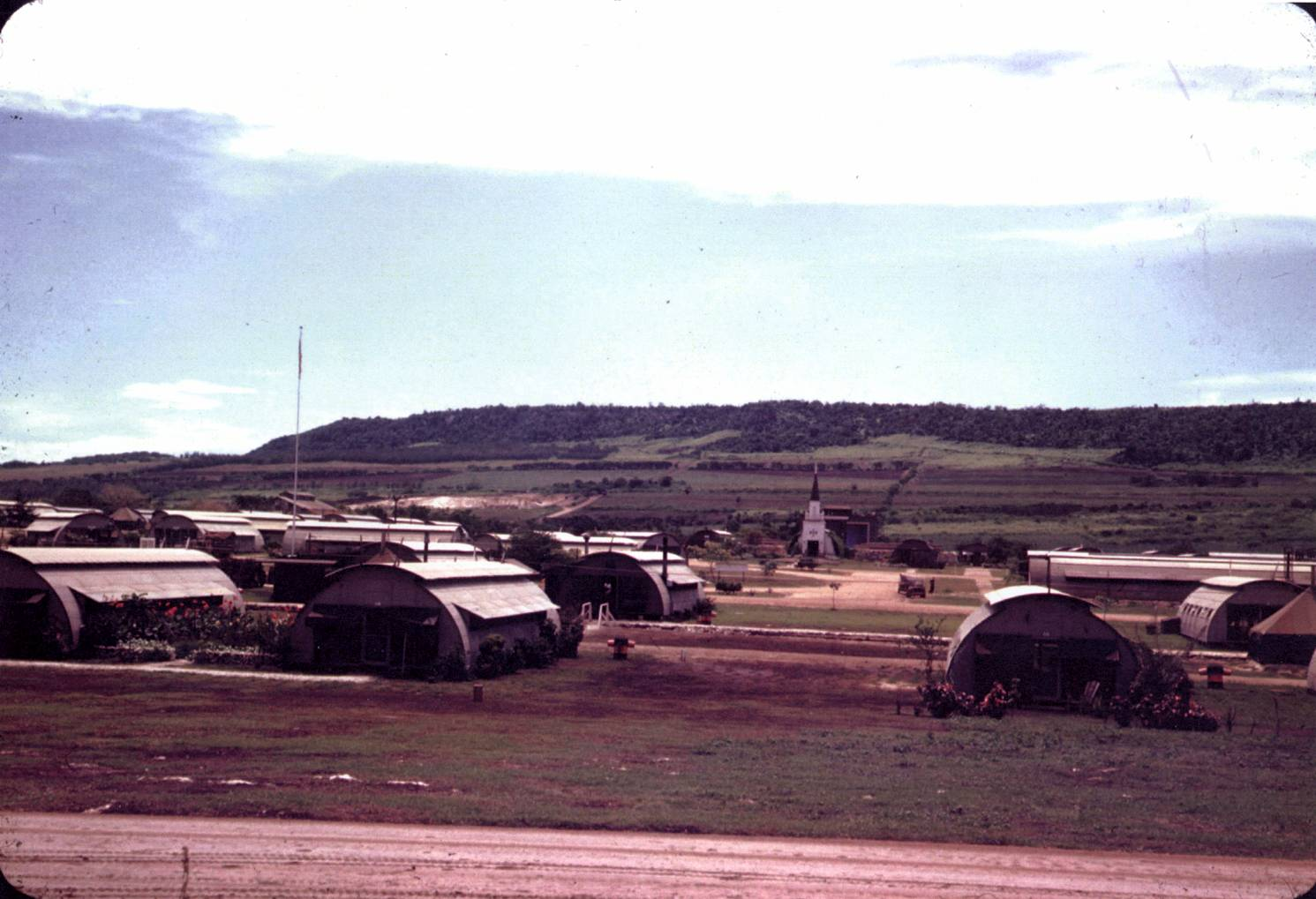
Hauptquartier der 509th auf Tinian

Als Projekt Alberta wurde ein Teil des Manhattan-Projektes bezeichnet, das sich mit der endgültigen Form der Nuklearwaffen und deren Einsatz beschäftigte. Es war klar, dass nur Kernmaterial für eine Uranbombe zur Verfügung stehen würde, deshalb fixierte man sich auf Plutonium, das in Hanford hergestellt wurde. Diese Versuchskörper wurden für die Anpassungen der Trägerflugzeuge geliefert. Zunächst wurde davon ausgegangen, dass die Plutoniumbombe ebenfalls das „Kanonenprinzip“ nutzen würde. Die Versuchsbomben vom Typ „Thin Man“ (Mk2) waren 5,2 m lang und passten somit nicht in den Bombenschacht einer B-29, der nur 3,7 m lang war. Das einzige Flugzeug, das eine derartige Waffe aufnehmen konnte, war die britische Avro Lancaster (siehe Grand Slam und Tallboy). Also baute man die erste Silverplate-B-29 um, verband die beiden Bombenschächte und versah sie mit einteiligen 10 m langen Bombenklappen. Dieser erste Umbau erhielt den Namen „Pullman“ und wurde ausgiebig für diverse Abwurfversuche genutzt. Als klar wurde, dass bei der Plutoniumbombe das Kanonen-Prinzip nicht funktionieren würde, rüstete man die „Pullman“ wieder zurück und bestellte zunächst weitere 17 Umbauten, die nunmehr die (Plutonium)-Implosionsbombe vom Typ Mk.3 „Fat Man“ (3,6 m) oder die Uranbombe Mk.1 „Little Boy“ (3,2 m) aufnehmen konnten. Im Februar 1945 wurden auf einem Treffen von Oppenheimer, General Leslie R. Groves, James Bryant Conant, Hans Bethe und George Kistiakowski die endgültige Zusammensetzung der Sprengstofflinsen und das generelle Design der Fat-Man-Bombe beschlossen. Nachdem die Spezifikationen einigermaßen klar waren, begannen verschiedene Betriebe mit dem Bau von Dummy-Bomben zu Test- und Übungszwecken. Versuche wurden zunächst in Muroc durchgeführt und dann in Wendover. Von da an lag das Projekt in den Händen der 509. und nannte sich Operation Silverplate. Die Mitarbeiter des Projektes, zu denen u. a. auch Harold Agnew und Lawrence H. Johnston gehörten, waren auch für den Aufbau der Infrastruktur für die 509. in Tinian zuständig, damit dort die Bomben montiert und verladen werden konnten. Ein Teil der Gruppe befand sich bereits seit Mai auf Tinian, während andere noch am Trinity-Test arbeiteten. Nach dem Test wurden weitere Mitarbeiter in den Pazifik gebracht, andere begleiteten den Transport des Plutoniums für Fat Man. Lawrence H. Johnston war der einzige Mensch, der 1945 (vom Flugzeug aus) alle drei Atombombenexplosionen erlebte. Der Leiter des Project Alberta William Sterling Parsons war beim Trinity-Test anwesend und beim Angriff auf Hiroshima an Bord der „Enola Gay“.

## Vorbereitungen

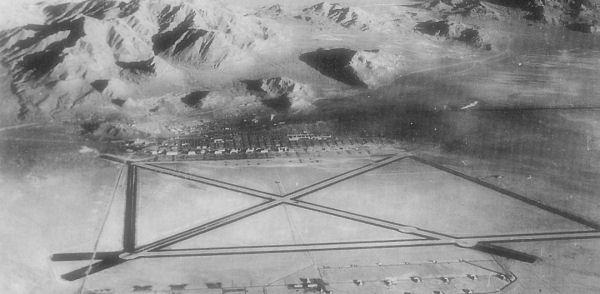
Wendover Air Base 1943

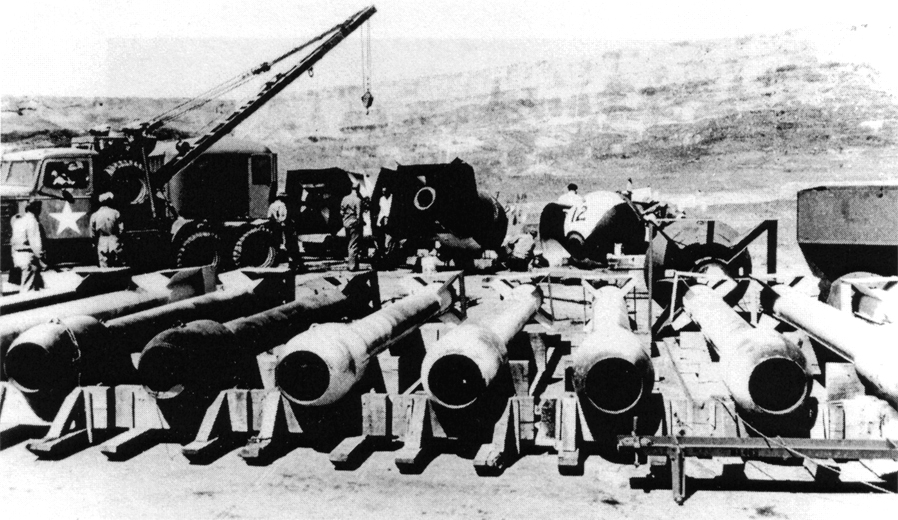
Versuchskörper für Thin Man und Fat Man-Plutoniumbomben in Wendover

Maj. Paul Tibbets hatte das Wendover Army Airfield persönlich ausgewählt wegen seiner abgeschiedenen Lage
in der Salzwüste 150 km westlich Salt Lake City. Der Flugplatz gilt heute als einer der besterhaltenen aus der Zeit des Zweiten Weltkriegs. Er wird heute zivil genutzt und die Halle der „Enola Gay“ ist noch vorhanden. Normalerweise trainierten hier Bomberverbände den Bombenabwurf und Besatzungen wurden auf die neuen B-29 umgeschult. Als Tibbets das Flugfeld besichtigte, war gerade ein Lehrgang zu Ende und der Platz somit frei. Die 216th Army Air Forces Base Unit stand ebenfalls zur Verfügung und so wurde Wendover die Heimatbasis der 509th CG. In Wendover wurden zunächst verschiedene Abwurfversuche mit betongefüllten Attrappen der Atombomben
Mk.1 (Little Boy) und Mk.3 (Fat Man) durchgeführt. Die ballistischen Eigenschaften der Versuchsbomben waren zunächst nicht besonders gut und führten zu mehreren Änderungen der Leitflächen, um einen stabilen Fall zu erreichen. Des Weiteren wurde an den Radar-Höhenmessern zur Zündung der Bomben gearbeitet. Verschiedene Umbauten an den Aufhängevorrichtungen der Bomber mussten ebenfalls durchgeführt werden. Hier orientierte man sich an dem System, welches die Briten für ihre Tall-Boy-Bomben in den Lancaster-Bombern verwendeten. Die Besatzungen übten auch die Verfahren für An- und Abflug mit den betongefüllten (sogenannten Pumpkin)-Bomben, von denen insgesamt 486 hergestellt wurden, sowie mit Attrappen der Mk.1. Entscheidend dabei war, dass sich die Schwerpunktlage der Maschine nach dem Abwurf stark veränderte, was bei dem schnellen 155°-Fluchtmanöver direkt nach dem Ausklinken der Bombe beachtet werden musste. Wenigstens 50 der verbliebenen Pumpkin-Hüllen wurden zum Army Ammunition Plant in McAlester (Oklahoma) gebracht und dort statt mit Beton mit Sprengstoff gefüllt. Dann traten sie auf dem Seeweg ihre Reise nach Tinian an. Nachdem jede Besatzung 50 Übungsabwürfe hinter sich gebracht hatte, erklärte Tibbets die 509. für einsatzbereit.

## Silverplate-Umbauten
Insgesamt wurden von der Glenn L. Martin Company aus dem Werk bei Bellevue/Nebraska (heute Offutt AFB) während des Krieges 46 Silverplate-B-29 ausgeliefert, weitere 99 Umbauten folgten bis 1951. Die Maschinen trugen bis auf zwei MG im Heckstand keine Bewaffnung. Auch die Panzerung war ausgebaut, um Gewicht zu sparen. Somit entfielen die Positionen der Bordschützen der normalen B-29. Stattdessen wurde in die Bomber ein aus dem britischen H2S entwickeltes AN/APQ-13-Bombenziel-Radar eingebaut und die Besatzung mit einem oder zwei Radar-Bedienern ergänzt.
Die normalen B-29 hatten in den Tragflächen fünf selbstabdichtende Haupttanks, die rund 26.200 l (19 t) Treibstoff aufnehmen konnten. Damit hatten sie eine Reichweite von 5200 km. In den Bombenschächten konnten bei Bedarf bis zu vier Zusatzbehälter angebracht werden, die je 2400 l (1,7 t) fassten. Bei den Silverplate-Umbauten waren im hinteren Bombenschacht permanent zwei dieser Zusatztanks eingebaut, die Mk.3-Plutoniumbomben waren im vorderen Bombenschacht untergebracht. An den Bombentüren wurden ebenfalls Veränderungen vorgenommen, damit diese schneller als üblich geschlossen werden konnten, um der erwarteten Druckwelle keine Angriffsfläche zu bieten.
Sehr zeitaufwändig und umfangreich war der Umbau der Waffenschächte. Um die Schaffung einer einzelnen Waffenbucht mit einer Länge von 10,06 m zu ermöglichen wurden die vier Waffenschachttüren mit einer Länge von jeweils 3,66 m und der Rumpfabschnitt zwischen den Buchten entfernt. Die gelieferte Form der Waffe war etwa 5,18 m lang. Für beide Formtypen wurden neue Bombenaufhängungen und Verstrebungen angebracht, wobei die Aufhängung vom Typ „Thin Man“ im hinteren Waffenschacht verankert war, obwohl ihre Länge in den vorderen Schacht hineinragte. Der Implosionstyp „Fat Man“ war in der vorderen Bucht montiert.
Die Entfernung von Mather AFB bei Sacramento (Kalifornien) bis Hickham AFB auf Oʻahu (Hawaii) betrug rund 4000 km, die von Hickham nach Tinian und Saipan rund 6000 km. Somit konnten die Maschinen mit vier Zusatztanks mit nur einem Zwischenstopp zu ihren Einsatzbasen auf den Marianen überführt werden. Es darf davon ausgegangen werden, dass die Reichweite der Silverplates durch Gewichtsersparnis und verbesserte Motoren die der normalen B-29 erheblich übertraf, da sie die Bombenkörper der Mk.3-Bomben nach Tinian transportieren konnten und somit nur Platz für zwei Zusatztanks vorhanden war. Nr. 82 „Enola Gay“ unterschied sich etwas von den anderen Maschinen, da sie die Mk.1 Uranbombe aufnehmen musste, und Nr. 71 und Nr. 72 waren zunächst ebenfalls für die Mk.1 ausgerüstet. Maj. Tibbets flog einen Testabwurf mit der Maschine Nr.71. Nach dem Angriff auf Hiroshima wurde Nr. 71&72 sofort umgerüstet und flogen noch einige Pumpkin-Einsätze. Da die Atombomben zu groß für eine normale Verladung waren, mussten sie in speziell eingerichtete Gruben gelegt werden, über die dann der Bomber rollte. Drei solcher Verladegruben waren in Wendover, zwei in Tinian und eine weitere auf Iwojima.

## Der Weg in den Pazifik
Nach erfolgreichem Training erfolgte Anfang Juni 1945 die Überführung der 509. nach Mather Air Force Base in Sacramento/Kalifornien, der Flug nach Hawaii und schließlich nach Tinian. Die Überführungsflüge wurden einzeln oder in Gruppen durchgeführt und am 28. Juni waren elf Maschinen angekommen. Zwei weitere, darunter Nr. 82, die spätere „Enola Gay“, folgten einige Tage später. Fünf der 18 Silverplate-Umbauten verblieben zunächst in Wendover für weitere Abwurfversuche. Drei gehörten zur 216th Army Air Forces Base Unit und zwei zur 509th CG. Obwohl bei Martin weitere Umbauten produziert wurden, blieb es bei der 509 zunächst bei einer Gesamtstärke von 15 Maschinen. Jede Maschine hatte eine Stammbesatzung, die normalerweise zusammenblieb.

## Einsatz
Im Mai richtete sich die Gruppe auf dem North Field auf der Insel Tinian ein und begann nach der Ankunft der ersten Maschinen am 11. Juni 1945 zunächst mit 15 weiteren Übungseinsätzen gegen die von den Japanern besetzten Inseln Truk, Marcus, Rota und Guguan mit normalen Bomben von 454 kg und 907 kg.

### Pumpkin Bombs

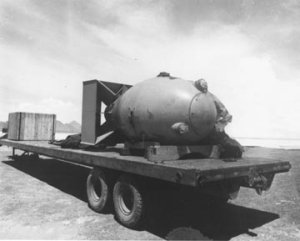
Eine 5,4t- „Pumpkin“ Bombe

Diesen „Übungseinsätzen“ folgten zwölf Angriffe auf Japan mit sogenannten „Pumpkin-Bomben“. Diese entsprachen von Form und Gewicht weiterhin der Atombombe „Fat Man“, waren aber nun mit 2900 kg normalem Sprengstoff gefüllt. Diese Einsätze erfolgten immer mit drei Flugzeugen, um die japanische Luftabwehr über die relative Ungefährlichkeit dieser Formationen zu täuschen. Insgesamt wurden am 20., 23., 26. und 29. Juli sowie am 8. und 14. August 49 dieser Bomben abgeworfen. Eine musste nach technischen Problemen notabgeworfen werden, zwei weitere ließen sich nicht abwerfen. Eine fiel beim Start noch am Boden aus ihrer Aufhängung und beschädigte dabei den Bomber Nr. 73. Nach dem Abwurf flogen die Piloten wieder das Verfahren, das für die Atombomben erdacht und in Wendover eingeübt worden war. Am 16. Juli 1945 erfolgte der Trinity-Test und bewies die Funktionsfähigkeit der komplizierten Plutoniumbombe. Die simplere Uranbombe war nicht getestet worden, man ging davon aus, dass sie in jedem Fall funktionieren würde. Für einen Test stand auch nicht genug spaltbares 235U zur Verfügung.

### Ankunft der Atombomben

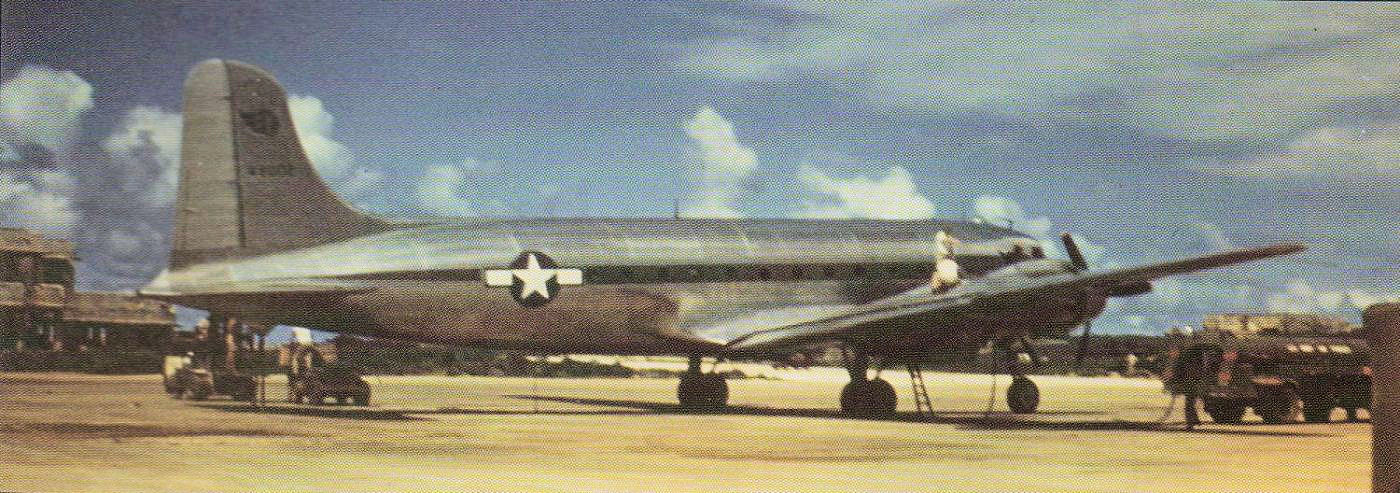
Eine C-54 der 320th Troop Carrier Squadron „Green Hornets“

Am 26. Juli 1945 erreichte der Kreuzer Indianapolis mit acht unbestückten Little-Boy-Bomben Tinian (L1–L7 und L11). Am 28. Juli erreichte die Uranfüllung für Little Boy auf dem Seeweg und die Plutoniumladung für Fat Man in zwei C-54 die Insel. Am 2. August brachten die B-29 Nr. 94 und 95, die zu diesem Zweck in Wendover zurückgehalten worden waren, sowie eine weitere B-29 der 216. drei Bombenkörper für den Fat-Man-Typ. Einige der Little-Boy-Bomben wurden von Paul Tibbets für Abwurfversuche mit der B-29 Nr. 71 benutzt, andere wurden für Verladeübungen in Iwojima und Tinian verwendet. L11 wurde schließlich mit den Urankernen bestückt.

### Letzte Vorbereitungen

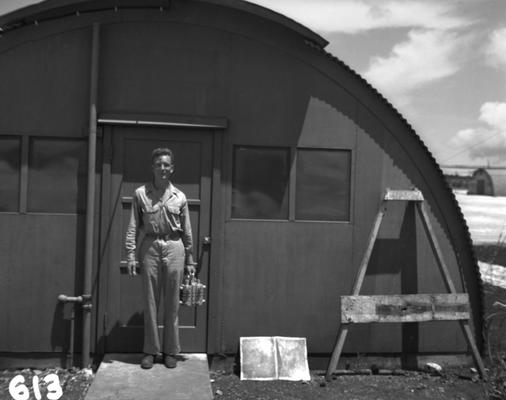
Lawrence Harding Johnston mit dem Plutoniumkern für Fat Man

Die Hüllen für Fat Man F31, F32 und F33 wurden noch einmal untersucht, wobei F33 Mängel aufwies. Also wurde F31 bestückt und F32 für einen weiteren Angriff eingelagert. Erst am 4. August 1945 erfuhren Tibbets und die Besatzungen, wofür sie trainiert hatten. Bis dahin waren sie im Glauben gelassen worden, die Pumpkins wären ihre Hauptwaffe (Nr. 84 „Some Punkins“). Nachdem die wirkliche Sprengkraft der Bombe durch den zweieinhalb Wochen vorher erfolgten Trinity-Test bekannt war, kamen Befürchtungen auf, dass bei einem der nicht seltenen Fehlstarts die ganze Insel verwüstet würde. Deshalb beschloss man unter Umgehung sämtlicher Kommandostrukturen, die Bombe erst während des Zielanfluges scharf zu machen.(→ Atombombenabwürfe auf Hiroshima und Nagasaki)

### Hiroshima

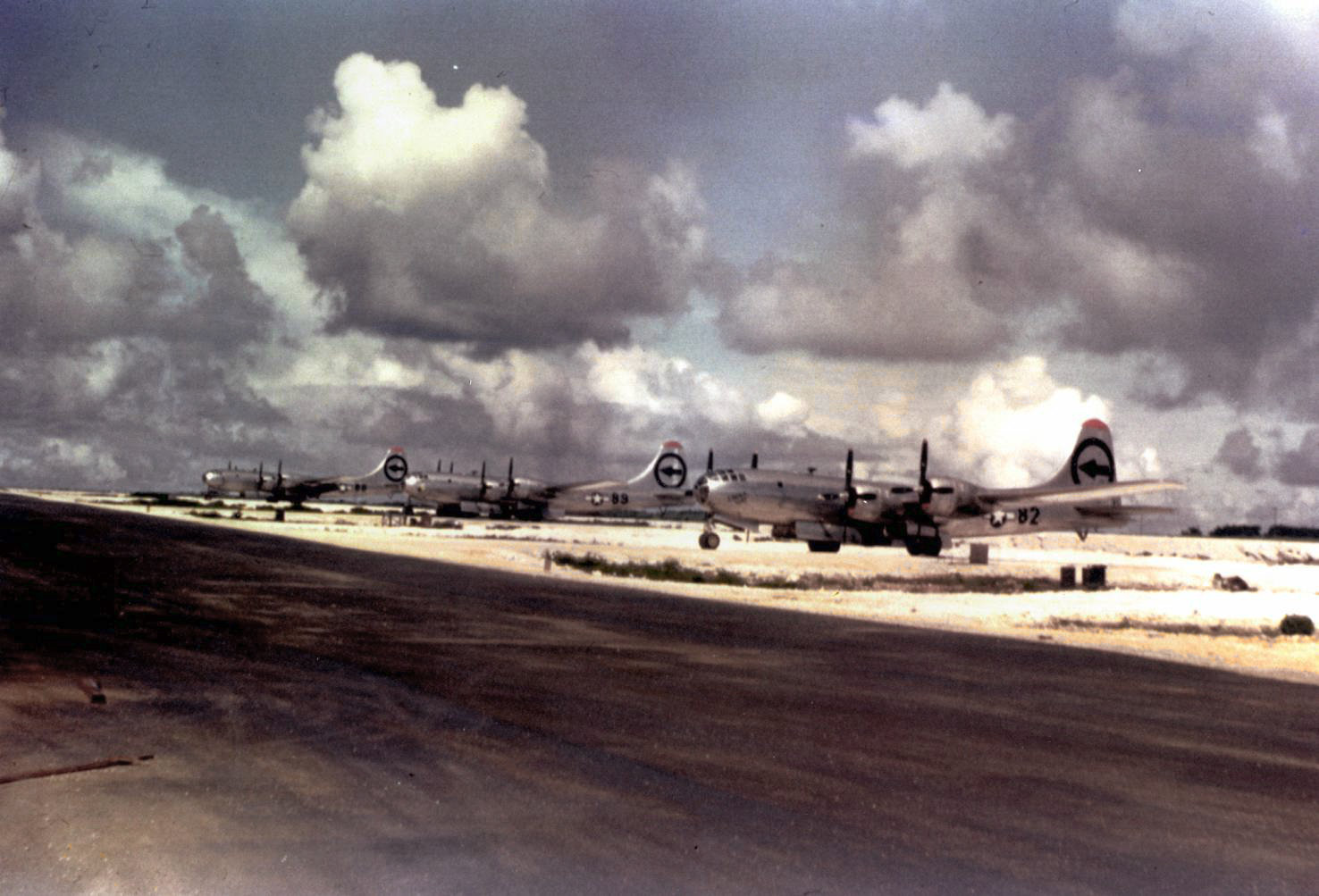
Tinian, North Field. v. l. n. r. „Big Stink“, „The Great Artiste“ und „Enola Gay“

Am 6. August 1945 warf „Enola Gay“ die Bombe „Little Boy“ über der japanischen Stadt Hiroshima ab. Kommandant war Colonel Paul Tibbets, Captain Robert A. Lewis übernahm die Rolle des Co-Piloten in seiner Maschine. Mit an Bord war Captain William S. Parsons, ein Waffenspezialist der U.S. Navy der die Bombe scharf machen sollte. Kommandant des Begleitflugzeuges „The Great Artiste“ war Major Charles Sweeney und wissenschaftliche Beobachter an Bord waren Lawrence H. Johnston, Luis Walter Alvarez und Harold Agnew. Ein weiteres Begleitflugzeug (Nr. 91) wurde von Captain George W. Marquardt geflogen. Als Ersatzziele waren Kokura und Nagasaki vorgesehen. Wettererkundung über den Zielen flogen Nr. 71, 83 und 85. Als Reserve war vorher Nr. 72 nach Iwojima geflogen worden.

### Nagasaki

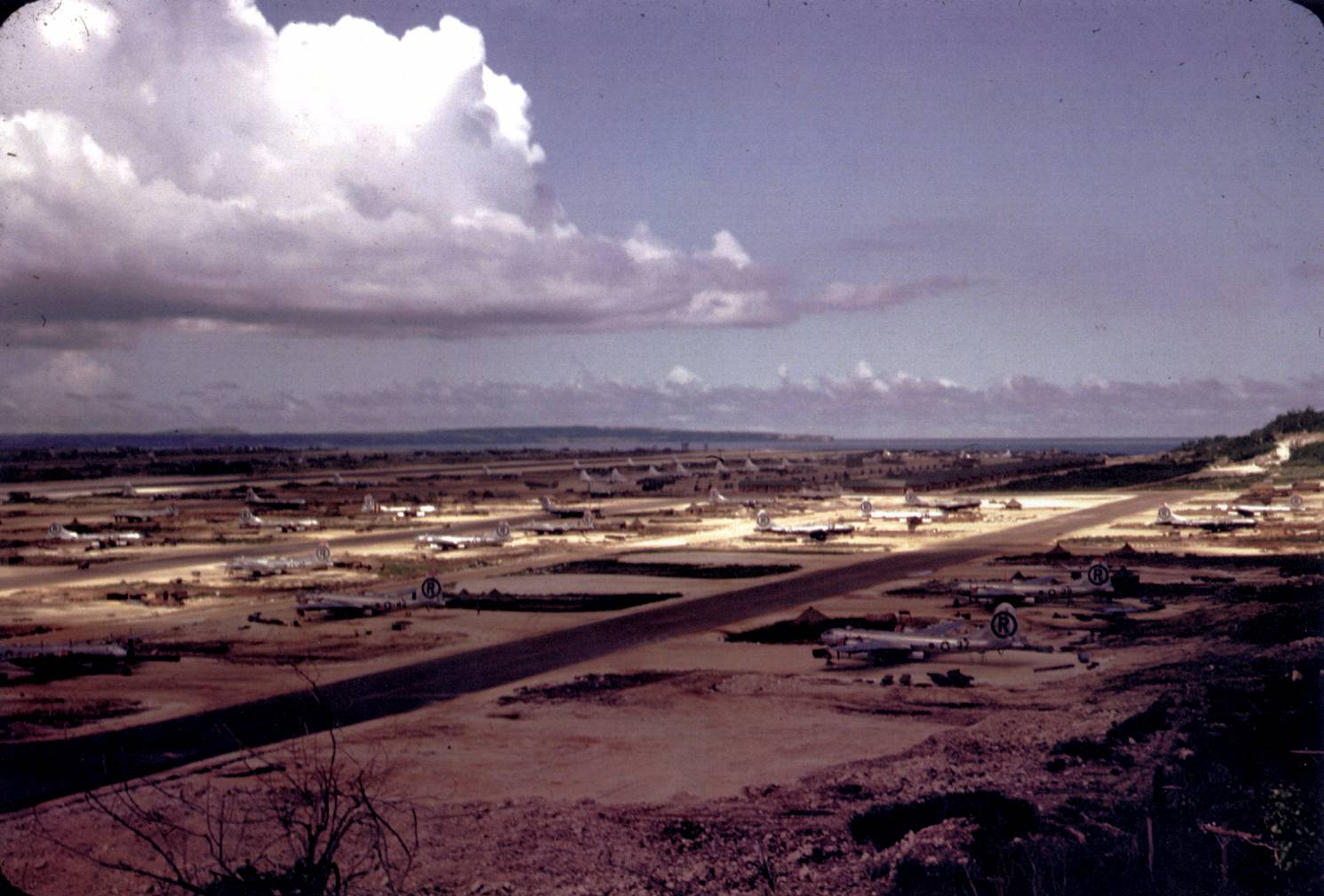
Tinian North Field vor dem ersten Atombombeneinsatz

Am 9. August warf die B-29 mit dem Namen „Bocks Car“ die Atombombe „Fat Man“ über Nagasaki ab. Kommandant war diesmal Major Charles Sweeney. Begleitflugzeuge waren seine „The Great Artiste“, diesmal geflogen von Captain Frederick C. Bock (die Besatzungen hatten vorher ihre Maschinen getauscht, da in der 89 noch die Messeinrichtungen vom 6. August eingebaut waren), und Nr. 90 „Big Stink“. Weitere Flugzeuge bei diesem Einsatz waren die „Enola Gay“, geflogen von Captain George W. Marquardt, die Wetteraufklärung über Kokura flog, sowie Nr. 95. Ersatzflugzeug in Iwojima war diesmal Nr. 83. Sweeny musste feststellen, dass sich einer der Zusatztanks nicht entleeren ließ. Er versuchte drei Anflüge auf Kokura, das aber immer unter Wolken lag. Daraufhin entschied er sich für das Ersatzziel Nagasaki. Nagasaki lag ebenfalls unter Wolken. Also entschied Sweenie entgegen den Anweisungen die Bombe nicht auf Sicht, sondern mit dem damals nicht besonders genauem Radar abzuwerfen, denn mit der 5,4-t-Bombe und den 1,7 Tonnen nicht entnehmbaren Treibstoffes an Bord hätte das Flugzeug nicht einmal mehr das gerade eroberte Okinawa erreichen können. Er landete mit dem letzten Tropfen Treibstoff in Okinawa, beim Rollen blieben zwei Motoren stehen. Am selben Tag starteten Nr. 71 mit Besatzung B-6 und Nr. 94 mit Besatzung A-5 zurück in die USA, um dort gegebenenfalls das Kernmaterial für eine weitere Mk.3-Bombe abzuholen. Man ging davon aus, dass die mittlerweile drei Reaktoren in Hanford alle zwei bis drei Wochen genug Plutonium für eine weitere Bombe erzeugen konnten.

### Letzte Einsätze
Zwischen und nach den Atombombenabwürfen erfolgten noch weitere Angriffe mit Pumpkin-Bomben. Am 8. August starteten sechs Bomber und es wurden fünf Pumpkins über Japan abgeworfen, Am 14. August 1945 waren sieben B-29 mit Pumpkin-Bomben gestartet, Nr. 84 flog den letzten Kampfeinsatz der 20th Air Force. An diesem Tag waren weitere 800 B-29 der Twentieth Air Force über Japan, begleitet von P-51 Mustangs. Am selben Tag ordnete Kaiser Hirohito die Kapitulation Japans an.

## Markierungen

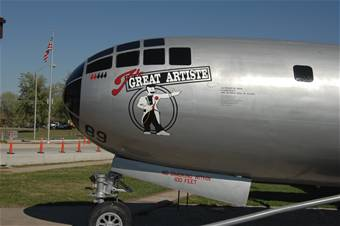
The Great Artiste

Ursprünglich trugen die Maschinen der 509. auf dem Seitenleitwerk das Symbol „Pfeil im Ring“ sowie am hinteren Rumpf eine große Nummer. Diese Nummer tauchte dann später auch unter der Bugverglasung auf. Abgesehen von der „Enola Gay“ erhielten alle Maschinen ihre Nose Art und Namen erst nach dem Angriff auf Nagasaki. Auch die Markierung „Pfeil im Ring“ am Seitenleitwerk war während der Einsätze zur Verschleierung durch die Abzeichen andere Verbände ersetzt. „Enola Gay“ trug ein R im Kreis, „Bocks Car“ ein N im Dreieck. Insgesamt wurden der 509. 60 Kampfeinsätze angerechnet, 49 mit Pumpkins und 11 für den Einsatz der Atombomben (sechs Maschinen über Hiroschima und fünf über Nagasaki). Für jeden Pumpkin-Einsatz wurde als Symbol ein dicker Mann mit Kürbisbauch in schwarz angebracht. War die Maschine eine aus der Dreierformation oder ein Wetterflugzeug für die Atombombenangriffe, war das Symbol rot. Für die Aufklärungseinsätze über den Ausweichzielen wurden keine Markierungen angebracht. Nr. 89 trägt zwei rote Symbole für ihre Rolle als Begleitflugzeug für Enola Gay und Bocks Car und danach Symbole für Pumpkin-Einsätze.
| Seriennummer        | Bugnummer | Name                    | Pumpkin-Einsätze | Kommandant / Besatzung                      | Ankunft in Tinian |
| B-29-36-MO 44-27296 | 84        | Some Punkins            | 5                | Captain James N. Price / B-7                | 14. Juni 1945     |
| B-29-36-MO 44-27297 | 77        | Bockscar                | 4 + Fat Man      | Captain Frederick C. Bock / C-13            | 17. Juni 1945     |
| B-29-36-MO 44-27298 | 83        | Full House              | 6                | Captain Ralph R. Taylor / A-1               | 17. Juni 1945     |
| B-29-36-MO 44-27299 | 86        | Next Objective          | 4                | 1st Lieutenant Ralph N. Devore / A-3        | 17. Juni 1945     |
| B-29-36-MO 44-27300 | 73        | Strange Cargo           | 4                | 1st Lieutenant Joseph E. Westover / A-4     | 11. Juni 1945     |
| B-29-36-MO 44-27301 | 85        | Straight Flush          | 6                | Captain Claude Eatherly / C-11              | 14. Juni 1945     |
| B-29-36-MO 44-27302 | 72        | Top Secret              | 6                | 1st Lieutenant Charles F. McKnight / B-8    | 11. Juni 1945     |
| B-29-36-MO 44-27303 | 71        | Jabit III               | 3                | Captain John A. Wilson / B-6                | 11. Juni 1945     |
| B-29-36-MO 44-27304 | 88        | Up An' Atom             | 4                | Captain George W. Marquardt / B-10          | 17. Juni 1945     |
| B-29-40-MO 44-27353 | 89        | The Great Artiste       | 3                | 1st Lieutenant Charles Donald Albury / C-15 | 28. Juni 1945     |
| B-29-40-MO 44-27354 | 90        | Big Stink / Daves Dream | Gilda am 1.7.46  | Lieutenant Colonel Thomas J. Classen / A-5  | 25. Juni 1945     |
| B-29-45-MO 44-86291 | 91        | Necessary Evil          | 5                | 1st Lieutenant Norman W. Ray / C-14         | 2. Juli 1945      |
| B-29-45-MO 44-86292 | 82        | Enola Gay               | Little Boy       | Captain Robert A. Lewis / B-9               | 6. Juli 1945      |
| B-29-50-MO 44-86346 | 94        | Luke the Spook          | -                | Captain Herman S. Zahn / C-12               | 2. August 1945    |
| B-29-50-MO 44-86347 | 95        | Laggin' Dragon          | -                | Captain Edward M. Costello / A-2            | 2. August 1945    |

## Nach dem Krieg
Im November 1945 verließ die 509th Composite Group das North Field in Tinian und wurde auf das Roswell Army Air Field, in New Mexico, verlegt. Hier wurde die Spezialeinheit zu einer vollwertigen Einheit aufgerüstet und trug seither den Namen 509th Bombardment Group. Diese war eine der Keimzellen des Strategic Air Command. Bei der Operation Crossroads warf die inzwischen in „Daves Dream“ umbenannte Nr. 90 die Bombe „Gilda“ auf die im Bikini-Atoll verankerte Zielflotte. 1952 wurde die Einheit aufgelöst und erst 1993 neu gegründet. Die 509. ist heute der alleinige Betreiber der Northrop B-2. Hauptstützpunkt ist die Whiteman Air Force Base in Missouri.

## Reliquien
Drei Silverplate-Bomber sind heute öffentlich ausgestellt:
- „Bock’s Car“ im USAF Museum in Dayton Ohio,
- „Enola Gay“ im National Air and Space Museum in Washington und
- eine Maschine in der Bemalung von „The Great Artiste“ vor der Whiteman AFB (Missouri)

Delaborierte oder nachgebildete Mk.1- und Mk.3-Bomben werden in verschiedenen Museen gezeigt. Unter der „Bock’s Car“ ist je ein Exemplar aufgebaut. Auf der Nordspitze von Tinian sind die Verladegruben der Atombomben und in Wendover der Hangar der „Enola Gay“ zu besichtigen.